# Oscar za najboljeg sporednog glumca
Oscar na najboljeg sporednog glumca (eng. Academy Award for Best Performance by an Actor in a Supporting Role)  je jedna od Nagrada za zasluge koju svake godine dodjeljuje Akademija filmskih umjetnosti i znanosti (AMPAS) kako bi odala počast glumcu koji se istaknuo izvanrednom izvedbom tijekom rada u filmskoj industriji. Dok glumce nominirane za ovu nagradu biraju sami glumci i glumice, pobjednika izabiru svi članovi. Po trenutnom sustavu, glumac je nominiran za pojedinu izvedbu u pojedinačnom filmu, a takve nominacije su ograničene na njih pet po godini.

## Povijest
Tijekom posljednje 73 godine, računajući izjednačenja i ponovne pobjednike, Akademija je dodijelila ukupno 73 Oscara za najboljeg sporednog glumca 66 različitih glumaca. Dobitnici ovog Oscara za zasluge dobivaju poznatu pozlaćenu statuu Oscara koja prikazuje pozlaćenog viteza koji drži križarski mač i stoji na roli filma. Prije 16. dodjele Oscara (1943.), pobjednici su dobivali plaketu. Prvi dobitnik bio je Walter Brennan koji je nagrađen na 9. dodjeli Oscara (1936.) za svoju izvedbu u Dođi i uzmi. Posljednji dobitnik do danas je Heath Ledger koji je nagrađen na 81. dodjeli (2008.) za svoju izvedbu u Vitezu tame.
Do 8. dodjele (1935.), nominacije za najboljeg glumca uključivale su sve glumce, bilo da je izvedba u glavnoj ili sporednoj ulozi. Na 9. dodjeli je uvedena kategorija najboljeg sporednog glumca nakon prigovora da su se u kategoriji najboljeg glumca gotovo uvijek favoriziralo one koji su imali više vremena na ekranu. Bez obzira na to, Lionel Barrymore je osvojio Oscara za najboljeg glumca (Slobodna duša, 1931.), a Franchot Tone je bio nominiran (Pobuna na brodu Bounty, 1935.) za svoje izvedbe u očigledno sporednim ulogama. Danas kategorije najboljeg glavnog glumca, najbolje glavne glumice, najboljeg sporednog glumca i najbolje sporedne glumice čine četiri Akademijine nagrade za zasluge za glumu koje se dodjeljuju svake godine.
| Superlativ                              | Najbolji glumac                  | Najbolji glumac | Najbolji sporedni glumac                                      | Najbolji sporedni glumac | Ukupno                                            | Ukupno |
| --------------------------------------- | -------------------------------- | --------------- | ------------------------------------------------------------- | ------------------------ | ------------------------------------------------- | ------ |
| Glumac s najviše nagrada                | Daniel Day-Lewis                 | 3               | Walter Brennan                                                | 3                        | Walter Brennan, Jack Nicholson i Daniel Day-Lewis | 3      |
| Glumac s najviše nominacija             | Spencer Tracy i Laurence Olivier | 9               | Walter Brennan, Claude Rains, Arthur Kennedy i Jack Nicholson | 4                        | Jack Nicholson                                    | 12     |
| Glumac s najviše nominacija bez pobjede | Peter O'Toole                    | 8               | Claude Rains i Arthur Kennedy                                 | 4                        | Peter O'Toole                                     | 8      |
| Film s najviše nominacija               | Pobuna na brodu Bounty           | 3               | Na dokovima New Yorka, Kum i Kum II                           | 3                        | Na dokovima New Yorka, Kum i Kum II               | 4      |
| Najstariji pobjednik                    | Henry Fonda                      | 76              | George Burns                                                  | 80                       | George Burns                                      | 80     |
| Najstariji nominirani                   | Richard Farnsworth               | 79              | Hal Holbrook                                                  | 82                       | Hal Holbrook                                      | 82     |
| Najmlađi pobjednik                      | Adrien Brody                     | 29              | Timothy Hutton                                                | 20                       | Timothy Hutton                                    | 20     |
| Najmlađi nominirani                     | Jackie Cooper                    | 9               | Justin Henry                                                  | 8                        | Justin Henry                                      | 8      |

Walter Brennan, pobjednik prve godine (1936.), jedini je glumac koji je osvojio ovu nagradu tri puta (iz četiri nominacije). Pet glumaca je nagradu osvojilo dvaput: Anthony Quinn, Melvyn Douglas, Michael Caine, Peter Ustinov i Jason Robards. Robards je jedina osoba koja je osvojila dvije nagrade dvije godine uzastopno, za Sve predsjednikove ljude (1976.) i Juliju (1977.).
Claude Rains i Arthur Kennedy dijele najveći broj neuspješnih nominacija, svaki po četiri. Jedini glumci s četiri nominacije su bili Walter Brennan (pobjednik tri puta) i Jack Nicholson (jedna pobjeda). Charles Bickford, Jeff Bridges, Robert Duvall, Ed Harris i Al Pacino imaju po tri neuspješne nominacije.
Harold Russell je bio prvi (i jedini) glumac koji je osvojio Oscara za istu ulogu za koju je osvojio nagradu za najboljeg sporednog glumca i Oscar za životno djelo za Najbolje godine naših života (1946.). Zahvaljujući rupama u pravilima o glasovanju, Barry Fitzgerald u Idući svojim putem (1944.) je postao jedini glumac nominiran za najboljeg i najboljeg sporednog glumca za istu izvedbu, osvojivši potonju nagradu. (Danas studiji odlučuju u kojoj će se kategoriji glumac natjecati).
Izvedba Roberta De Nira u ulozi mladog don Vita Corleonea u Kumu II je posebna jer je tako postao jedini sporedni glumac koji je osvojio ovu nagradu za ulogu koju je prethodno odigrao pobjednik u kategoriji najboljeg glumca (Marlon Brando u Kumu). De Niro i Benicio del Toro (koji je osvojio za Traffic) su jedini pobjednici u ovoj kategoriji za izvedbu na stranom jeziku.
John Mills je jedini glumac (uz pet glumica) koji je ikad bio nominiran za Oscara za nijemu ulogu. Mills je bio nominiran i osvojio ovu nagradu za svoju ulogu nijemog mentalno retardiranog seoskog idiota u Ryanovoj kćeri (1970.).

## Pobjednici i nominirani
Vodeći se Akademijinom praksom, filmovi ispod poredani su po godinama njihova prikazivanja u Los Angelesu, što je obično (ali ne i uvijek) u godini izdanja. Na primjer, Oscar za najboljeg sporednog glumca 1999. se dodjeljuje tijekom svečanosti održane 2000. godine.

### 1930-e
| Godina | Dobitnik film                         | Nominirani |
| ------ | ------------------------------------- | --- |
| 1936.  | Walter Brennan – Dođi i uzmi          | Mischa Auer – Moj čovjek Godfrey Stuart Erwin – Pigskin Parade Basil Rathbone – Romeo i Julija Akim Tamiroff – General je umro u zoru                  |
| 1937.  | Joseph Schildkraut – Život Emila Zole | Ralph Bellamy – Strašna istina Thomas Mitchell – Uragan H.B. Warner – Izgubljeni horizont Roland Young – Topper                                        |
| 1938.  | Walter Brennan – Kentucky             | John Garfield – Četiri kćeri Gene Lockhart – Alžir Robert Morley – Marija Antoaneta Basil Rathbone – Kad bih bio kralj                                 |
| 1939.  | Thomas Mitchell – Poštanska kočija    | Brian Aheme – Poštanska kočija Harry Carey – Gospodin Smith ide u Washington Brian Donlevy – Beau Geste Claude Rains – Gospodin Smith ide u Washington |

### 1940-e
| Godina | Dobitnik film                                  | Nominirani |
| ------ | ---------------------------------------------- | --- |
| 1940.  | Walter Brennan – Zapadnjak                     | Albert Basserman – Strani dopisnik William Gargan – Znali su što su htjeli Jack Oakie – Veliki diktator James Stephenson – Pismo                 |
| 1941.  | Donald Crisp – Kako je zelena bila moja dolina | Walter Brennan – Narednik York Charles Coburn – Vrag i gospođica Jones James Gleason – Stiže gospodin Jordan Sydney Greenstreet – Malteški sokol |
| 1942.  | Van Heflin – Johnny Eager                      | William Bendix – Wake Island Walter Huston – Yankee Doodle Dandy Frank Morgan – Tortilla Flat Henry Travers – Gđa. Miniver                       |
| 1943.  | Charles Coburn – Što brojniji, to veseliji     | Charles Bickford – Bernadettina pjesma J. Naish – Sahara Claude Rains – Casablanca Akim Tamiroff – Kome zvono zvoni                              |
| 1944.  | Barry Fitzgerald – Idući svojim putem          | Hume Cronyn – Sedmi križ Claude Rains – Gospodin Skeffington Clifton Webb – Laura Monty Woolley – Otkako si otišao                               |
| 1945.  | James Dunn – Drvo raste u Brooklynu            | Michael Chekhov – Začarana John Dall – The Corn Is Green Robert Mitchum – Priča o vojniku J. Naish – Odličje za Bennyja                          |
| 1946.  | Harold Russell – Najbolje godine naših života  | Charles Coburn – The Green Years William Demerest – Priča o Alu Jolsonu Claude Rains – Ozloglašena Clifton Webb – Oštri rub                      |
| 1947.  | Edmund Gwenn – Čudo u 34. ulici                | Charles Bickford – Farmerova kći Thomas Gomez – Ride the Pink Horse Robert Ryan – Unakrsna paljba Richard Widmark – Poljubac smrti               |
| 1948.  | Walter Huston – Blago Sierra Madre             | Charles Bickford – Johnny Belinda José Ferrer – Ivana Orleanska Oscar Homolka – I Remember Mama Cecil Kellaway – The Luck of the Irish           |
| 1949.  | Dean Jagger – Polijetanje usred dana           | John Ireland – Svi kraljevi ljudi Arthur Kennedy – Šampion Ralph Richardson – Nasljednica James Whitmore – Bojište                               |

### 1950-e
| Godina | Dobitnik film                       | Nominirani |
| ------ | ----------------------------------- | --- |
| 1950.  | George Sanders – Sve o Evi          | Jeff Chandler – Slomljena strijela Edmund Gwenn – Mister 880 Sam Jaffe – Džungla na asfaltu Erich von Stroheim – Bulevar sumraka                             |
| 1951.  | Karl Malden – Tramvaj zvan čežnja   | Leo Genn – Quo Vadis Kevin McCarthy – Smrt trgovačkog putnika Peter Ustinov – Quo Vadis Gig Young – Napuni čašu                                              |
| 1952.  | Anthony Quinn – Viva Zapata!        | Richard Burton – Moja rođakinja Rachel Arthur Hunnicut – Veliko nebo Victor McLaglen – Mirni čovjek Jack Palance – Nenadani strah                            |
| 1953.  | Frank Sinatra – Odavde do vječnosti | Eddie Albert – Praznik u Rimu Brandon de Wilde – Shane Jack Palance – Shane Robert Strauss – Stalag 17                                                       |
| 1954.  | Edmond O'Brien – Bosonoga kontesa   | Lee J. Cobb – Na dokovima New Yorka Karl Malden – Na dokovima New Yorka Rod Steiger – Na dokovima New Yorka Tom Tully – Pobuna na Caineu                     |
| 1955.  | Jack Lemmon – Gospodin Roberts      | Arthur Kennedy – Proces Joe Mantell – Marty Sal Mineo – Buntovnik bez razloga Arthur O'Connell – Piknik                                                      |
| 1956.  | Anthony Quinn – Žudnja za životom   | Don Murray – Autobusna postaja Anthony Perkins – Prijateljsko uvjeravanje Mickey Rooney – Hrabri i smjeli Robert Stack – Zapisano na vjetru                  |
| 1957.  | Red Buttons – Sayonara              | Vittorio De Sica – Zbogom oružje Sessue Hayakawa – Most na rijeci Kwai Arthur Kennedy – Gradić Peyton Russ Tamblyn – Gradić Peyton                           |
| 1958.  | Burl Ives – Velika zemlja           | Theodore Bikel – Bijeg u lancima Lee J. Cobb – Braća Karamazovi Arthur Kennedy – Neki su dotrčali Gig Young – Učiteljev ljubimac                             |
| 1959.  | Hugh Griffith – Ben-Hur             | Arthur O'Connell – Anatomija jednog umorstva George C. Scott – Anatomija jednog umorstva Robert Vaughn – Mladi iz Philadelphije Ed Wynn – Dnevnik Anne Frank |

### 1960-e
| Godina | Dobitnik film                             | Nominirani |
| ------ | ----------------------------------------- | --- |
| 1960.  | Peter Ustinov – Spartak                   | Peter Falk – Murder, Inc. Jack Kruschen – Apartman Sal Mineo – Egzodus Chill Willis – Alamo                                                              |
| 1961.  | George Chakiris – Priča sa zapadne strane | Montgomery Clift – Suđenje u Nürnbergu Peter Falk – Džep pun čuda Jackie Gleason – Hazarder George C. Scott – Hazarder                                   |
| 1962.  | Ed Begley – Slatka ptica mladosti         | Victor Buono – Što se dogodilo s Baby Jane? Telly Savalas – Ptičar iz Alcatraza Omar Sharif – Lawrence od Arabije Terence Stamp – Billy Budd             |
| 1963.  | Melvyn Douglas – Hud                      | Nick Adams – Twilight of Honor Bobby Darin – Captain Newman, M.D. Hugh Griffith – Tom Jones John Huston – Kardinal                                       |
| 1964.  | Peter Ustinov – Topkapi                   | John Gielgud – Beckett Stanley Holloway – My Fair Lady Edmund O'Brien – Sedam dana u svibnju Lee Tracy – Vjenčani kum                                    |
| 1965.  | Martin Balsam – Tisuću klaunova           | Ian Bannen – Feniksov let Tom Courtenay – Doktor Živago Michael Dunn – Brod luđaka Frank Finlay – Othello                                                |
| 1966.  | Walter Matthau – Kolačić sreće            | Mako – Misija u Kini James Mason – Georgy Girl George Segal – Tko se boji Virginije Woolf? Robert Shaw – Čovjek za sva vremena                           |
| 1967.  | George Kennedy – Hladnokrvni kažnjenik    | John Cassavetes – Dvanaestorica žigosanih Gene Hackman – Bonnie i Clyde Cecil Kellaway – Pogodi tko dolazi na večeru Michael J. Pollard – Bonnie i Clyde |
| 1968.  | Jack Albertson – U pitanju bijahu ruže    | Seymour Cassel – Lica Daniel Massey – Zvijezda! Jack Wild – Oliver! Gene Wilder – Producenti                                                             |
| 1969.  | Gig Young – Konje ubijaju, zar ne?        | Rupert Crosse – Lupeži Elliott Gould – Bob i Carol, Ted i Alice Jack Nicholson – Goli u sedlu Anthony Quayle – Anne od tisuću dana                       |

### 1970-e
| Godina | Dobitnik film                            | Nominirani |
| ------ | ---------------------------------------- | --- |
| 1970.  | John Mills – Ryanova kći                 | Richard Castellano – Ljubavnici i drugi stranci Dan Georg – Mali veliki čovjek Gene Hackman – Nikad nisam pjevao svom ocu John Marley – Ljubavna priča      |
| 1971.  | Ben Johnson – Posljednja kino predstava  | Jeff Bridges – Posljednja kino predstava Leonard Frey – Guslač na krovu Richard Jaeckel – Sometimes a Great Notion Roy Scheider – Francuska veza            |
| 1972.  | Joel Grey – Cabaret                      | Eddie Albert – Zavodnik James Caan – Kum Robert Duvall – Kum Al Pacino – Kum                                                                                |
| 1973.  | John Houseman – Potjera za diplomom      | Vincent Gardenia – Bang the Drum Slowly Jack Gilford – Spasite tigra Jason Miller – Egzorcist Randy Quaid – Posljednji zadatak                              |
| 1974.  | Robert De Niro – Kum II                  | Fred Astaire – Pakleni toranj Jeff Bridges – Thunderbolt i Lightfoot Michael Gazzo – Kum II Lee Strasberg – Kum II                                          |
| 1975.  | George Burns – Sunčani momci             | Brad Dourif – Let iznad kukavičjeg gnijezda Burgess Meredith – Sjaj i bijeda Hollywooda Chris Sarandon – Pasje poslijepodne Jack Warden – Holivudski frizer |
| 1976.  | Jason Robards – Svi predsjednikovi ljudi | Ned Beatty – TV mreža Burgess Meredith – Rocky Laurence Olivier – Maratonac Burt Young – Rocky                                                              |
| 1977.  | Jason Robards – Julia                    | Mikhail Barišnjikov – Životna prekretnica Peter Firth – Equus Alec Guinness – Zvjezdani ratovi, Epizoda 4: Nova nada Maximilian Schell – Julia              |
| 1978.  | Christopher Walken – Lovac na jelene     | Bruce Dern – Povratak veterana Richard Farnsworth – Dolazi jahač John Hurt – Ponoćni ekspres Jack Warden – Nebo može čekati                                 |
| 1979.  | Melvyn Douglas – Dobrodošli, g. Chance   | Robert Duvall – Apokalipsa danas Justin Henry – Kramer protiv Kramera Frederic Forrest – Ruža Mickey Rooney – Crni pastuh                                   |

### 1980-e
| Godina | Dobitnik film                           | Nominirani |
| ------ | --------------------------------------- | --- |
| 1980.  | Timothy Hutton – Obični ljudi           | Judd Hirsch – Obični ljudi Michael O'Keefe – Veliki Santini Joe Pesci – Razjareni bik Jason Robards – Melvin i Howard                        |
| 1981.  | John Gielgud – Arthur                   | James Coco – Only When I Laugh Ian Holm – Vatrene kočije Jack Nicholson – Crveni Howard Rollins – Ragtime                                    |
| 1982.  | Louis Gossett Jr. – Časnik i gospodin   | Charles Durning – Najbolji mali kupleraj u Teksasu John Lithgow – Svijet po Garpu James Mason – Presuda Robert Preston – Victor, Victoria    |
| 1983.  | Jack Nicholson – Vrijeme nježnosti      | Charles Durning – Biti ili ne biti John Lithgow – Vrijeme nježnosti Sam Shepard – Put u svemir - Prava stvar Rip Torn – Cross Creek          |
| 1984.  | Haing S. Ngor – Polja smrti             | Adolph Caesar – Vojnikova priča John Malkovich – Mjesto u srcu Noriyuki Morita – Karate Kid Ralph Richardson – Greystoke - Legenda o Tarzanu |
| 1985.  | Don Ameche – Čahura                     | Klaus Maria Brandauer – Moja Afrika William Hickey – Čast Prizzijevih Robert Loggia – Oštri rub Eric Roberts – Pomahnitali vlak              |
| 1986.  | Michael Caine – Hannah i njezine sestre | Tom Berenger – Vod smrti Willem Dafoe – Vod smrti Denholm Elliott – Soba s pogledom Dennis Hopper – Hoosiers                                 |
| 1987.  | Sean Connery – Nedodirljivi             | Albert Brooks – TV Dnevnik Morgan Freeman – Street Smart Vincent Gardenia – Začarana mjesecom Denzel Washington – Krik za slobodom           |
| 1988.  | Kevin Kline – Riba zvana Wanda          | Alec Guinness – Mala Dorritova Martin Landau – Tucker: Čovjek i njegov san River Phoenix – Na izmaku snage Dean Stockwell – Udana za mafiju  |
| 1989.  | Denzel Washington – Rat za slavu        | Danny Aiello – Učini pravu stvar Dan Aykroyd – Vozeći gospođicu Daisy Marlon Brando – Suha sezona Martin Landau – Zločini i prekršaji        |

### 1990-e
| Godina | Dobitnik film                        | Nominirani |
| ------ | ------------------------------------ | --- |
| 1990.  | Joe Pesci – Dobri momci              | Bruce Davison – Longtime Companion Andy Garcia – Kum III Graham Greene – Ples s vukovima Al Pacino – Dick Tracy                                    |
| 1991.  | Jack Palance – Gradski kauboji       | Harvey Keitel – Bugsy Ben Kingsley – Bugsy Michael Lerner – Barton Fink Tommy Lee Jones – JFK                                                      |
| 1992.  | Gene Hackman – Nepomirljivi          | Jaye Davidson – Plačljiva igra Jack Nicholson – Malo dobrih ljudi Al Pacino – Glengarry Glen Ross David Paymer – Mr. Saturday Night                |
| 1993.  | Tommy Lee Jones – Bjegunac           | Leonardo DiCaprio – Što muči Gilberta Grapea Ralph Fiennes – Schindlerova lista John Malkovich – Na vatrenoj liniji Pete Postlethwaite – U ime oca |
| 1994.  | Martin Landau – Ed Wood              | Samuel L. Jackson – Pakleni šund Chazz Palminteri – Meci iznad Broadwaya Paul Scofield – Kviz Gary Sinise – Forrest Gump                           |
| 1995.  | Kevin Spacey – Privedite osumnjičene | James Cromwell – Praščić Babe Ed Harris – Apollo 13 Brad Pitt – Dvanaest majmuna Tim Roth – Rob Roy                                                |
| 1996.  | Cuba Gooding Jr. – Jerry Maguire     | William H. Macy – Fargo Edward Norton – Iskonski strah Armin Müller-Stahl – Sjaj James Woods – Duhovi Mississippija                                |
| 1997.  | Robin Williams – Dobri Will Hunting  | Robert Forster – Jackie Brown Anthony Hopkins – Amistad Greg Kinnear – Bolje ne može Burt Reynolds – Kralj pornića                                 |
| 1998.  | James Coburn – Grad zločina          | Robert Duvall – Građanska parnica Ed Harris – Trumanov Show Geoffrey Rush – Zaljubljeni Shakespeare Billy Bob Thornton – Jednostavan plan          |
| 1999.  | Michael Caine – Kućna pravila        | Tom Cruise – Magnolija Michael Clarke Duncan – Zelena milja Jude Law – Talentirani gospodin Ripley Haley Joel Osment – Šesto čulo                  |

### 2000-e
| Godina | Dobitnik film                               | Nominirani |
| ------ | ------------------------------------------- | --- |
| 2000.  | Benicio del Toro – Traffic                  | Jeff Bridges – Kandidat Willem Dafoe – U sjeni vampira Albert Finney – Erin Brockovich Joaquin Phoenix – Gladijator                                                        |
| 2001.  | Jim Broadbent – Iris                        | Ethan Hawke – Dan obuke Ben Kingsley – Posljednja pljačka Ian McKellen – Gospodar prstenova: Prstenova družina Jon Voight – Ali                                            |
| 2002.  | Chris Cooper – Adaptacija                   | Ed Harris – Sati Paul Newman – Put do uništenja John C. Reilly – Chicago Christopher Walken – Uhvati me ako možeš                                                          |
| 2003.  | Tim Robbins – Mistična rijeka               | Alec Baldwin – Cooler Benicio del Toro – 21 gram Djimon Hounsou – U Americi Ken Watanabe – Posljednji samuraj                                                              |
| 2004.  | Morgan Freeman – Djevojka od milijun dolara | Alan Alda – Avijatičar Jamie Foxx – Collateral Thomas Haden Church – Stranputica Clive Owen – Bliski odnosi                                                                |
| 2005.  | George Clooney – Syriana                    | Matt Dillon – Fatalna nesreća Paul Giamatti – Cinderella Man Jake Gyllenhaal – Planina Brokeback William Hurt – Povijest nasilja                                           |
| 2006.  | Alan Arkin – Mala Miss Amerike              | Jackie Earle Haley – Mala djeca Djimon Hounsou – Krvavi dijamant Eddie Murphy – Komadi iz snova Mark Wahlberg – Pokojni                                                    |
| 2007.  | Javier Bardem – Nema zemlje za starce       | Casey Affleck – Ubojstvo Jesseja Jamesa od kukavice Roberta Forda Philip Seymour Hoffman – Rat Charlieja Wilsona Hal Holbrook – U divljini Tom Wilkinson – Michael Clayton |
| 2008.  | Heath Ledger – Vitez tame                   | Josh Brolin – Milk Robert Downey Jr. – Tropska grmljavina Philip Seymour Hoffman – Sumnja Michael Shannon – Put oslobođenja                                                |
| 2009.  | Christoph Waltz – Nemilosrdni gadovi        | Matt Damon – Invictus Woody Harrelson – The Messenger Christopher Plummer – The Last Station Stanley Tucci – Ljupke kosti                                                  |

### 2010-e
| Godina | Dobitnik film                                  | Nominirani |
| ------ | ---------------------------------------------- | --- |
| 2010.  | Christian Bale – Boksač                        | John Hawkes – Zimska kost Jeremy Renner – Grad lopova Mark Ruffalo – Djeca su dobro Geoffrey Rush – Kraljev govor                               |
| 2011.  | Christopher Plummer – Početnici                | Kenneth Branagh – Moj tjedan s Marilyn Jonah Hill – Igra pobjednika Nick Nolte – Ratnik Max von Sydow – Jako glasno i nevjerojatno blizu        |
| 2012.  | Christoph Waltz – Odbjegli Django              | Alan Arkin – Argo Robert De Niro – U dobru i u zlu Philip Seymour Hoffman – Master Tommy Lee Jones – Lincoln                                    |
| 2013.  | Jared Leto – Dobri dileri iz Dallasa           | Barkhad Abdi – Kapetan Phillips Bradley Cooper – Američki varalice Michael Fassbender – 12 godina ropstva Jonah Hill – Vuk s Wall Streeta       |
| 2014.  | J.K. Simmons – Ritam ludila                    | Robert Duvall – Sudac Ethan Hawke – Odrastanje Edward Norton – Birdman Mark Ruffalo – Foxcatcher: Priča koja je šokirala svijet                 |
| 2015.  | Mark Rylance – Most špijuna                    | Christian Bale – Oklada stoljeća Tom Hardy – Povratnik Mark Ruffalo – Spotlight Sylvester Stallone – Creed                                      |
| 2016.  | Mahershala Ali – Moonlight                     | Jeff Bridges – Sve ili ništa Lucas Hedges – Manchester by the Sea Dev Patel – Lav Michael Shannon – Noćne životinje                             |
| 2017.  | Sam Rockwell – Tri plakata izvan grada         | Christopher Plummer – Sav novac svijeta Richard Jenkins – Oblik vode Willem Dafoe – Projekt Florida Woody Harrelson – Tri plakata izvan grada   |
| 2018.  | Mahershala Ali – Zelena knjiga: Vodič za život | Adam Driver – Crni član KKKlana Richard E. Grant – Možete li mi ikad oprostiti? Sam Elliott − Zvijezda je rođena Sam Rockwell − Čovjek iz sjene |
| 2019.  | Brad Pitt ' – Bilo jednom... u Hollywoodu      | Al Pacino – Irac Anthony Hopkins − Dvojica pape Joe Pesci − Irac Tom Hanks − Prekrasan dan u susjedstvu                                         |

### 2020-e
| Godina        | Dobitnik film                       | Nominirani |
| ------------- | ----------------------------------- | --- |
| 2020. / 2021. | Daniel Kaluuya – Juda i crni mesija | Sacha Baron Cohen – Čikaška sedmorka Leslie Odom Jr. – Jedna noć u Miamiju Paul Raci – Zvuk metala Lakeith Stanfield – Juda i crni mesija |
| 2021.         | Troy Kotsur – CODA                  | Ciarán Hinds – Belfast Jesse Plemons – Šape pasje J. K. Simmons – Biti Ricardo Kodi Smit-McPhee – Šape pasje                              |
| 2022.         | Ke Huy Quan – Sve u isto vrijeme    | Brendan Gleeson – Duhovi otoka Brian Tyree Henry – Causeway Judd Hirsch – Fabelmanovi Barry Keoghan – Duhovi otoka                        |
| 2023.         | Robert Downey Jr. – Oppenheimer     | Sterling K. Brown – Američka fikcija Robert De Niro – Ubojice cvjetnog mjeseca Ryan Gosling – Barbie Mark Ruffalo – Uboga stvorenja       |

### Strani dobitnici
Kako su Oscari osnovani u Sjedinjenim Državama te se fokusiraju na hollywoodsku filmsku industriju, većina dobitnika Oscara su bili Amerikanci. Bez obzira na to, mnogo je glumaca pobjednika bilo iz inozemstva.
- Australija: Heath Ledger
- Austrija: Joseph Schildkraut i Christoph Waltz
- Irska: Barry Fitzgerald
- Kambodža: Haing S. Ngor
- Kanada: Christopher Plummer
- Meksiko: Anthony Quinn
- Portoriko: Benicio del Toro
- Španjolska: Javier Bardem
- Ujedinjeno Kraljevstvo: Christian Bale, Jim Broadbent, Michael Caine, Sean Connery, Donald Crisp, John Gielgud, Hugh Griffith, Edmund Gwenn, John Mills, George Sanders, Peter Ustinov i Mark Rylance

Na 37. dodjeli Oscara (1964.), po prvi put u povijesti, sve četiri glumačke nagrade su otišle neameričkim glumcima: Rexu Harrisonu, Julie Andrews, Peteru Ustinovu i Lili Kedrovoj. To se drugi put dogodilo na 80. dodjeli (2007.) kad su pobjednici bili Daniel Day-Lewis, Marion Cotillard, Javier Bardem i Tilda Swinton.

## Vanjske poveznice
- Oscars.org (službena stranica Akademije)
- Oscar.com (službena promotivna stranica dodjele)
- Akademijina baza podataka  Arhivirana inačica izvorne stranice od 13. rujna 2008. (Wayback Machine) (službena stranica)